# Дом трговачке омладине Крушевца
Дом трговачке омладине Крушевца је зграда која се налази у центру Крушевца, на углу Видовданске и Топличине улице уз данашњи Трг глумаца и Парк младих.
Дом је грађен више година у средњоевропском стилу, типичном за тридесете године 20. века. Зграда је подигнута и освештана 28. октобра 1938. године, а следеће, 1939. године прима прву генерацију ученика, касније Економске школе. 
Најзаслуженији за градњу Дома је Чедомир Чеда Илић, трговац и председник Трговачке омладине. Данас су у њој смештени Културни центар Крушевац и Крушевачко позориште.
Дом је освештао епископ нишки др Јован, уз асистенцију шест свештеника и мушког хора овдашње певачке дружине Цар Лазар, у присуству изасланика Kраља Петра II, командантa Дванаестог пешадијског пука пуковникa Драг. Стојановићa и изасланикa Kраљевске владе министра правде Миланa Симоновићa, у пратњи бившег народног посланика Богољуба Kнежевића. Осим делегата са стране и грађана, присуствовали су сви представници овдашњих државних управних и приватних установа.